# Old North Church

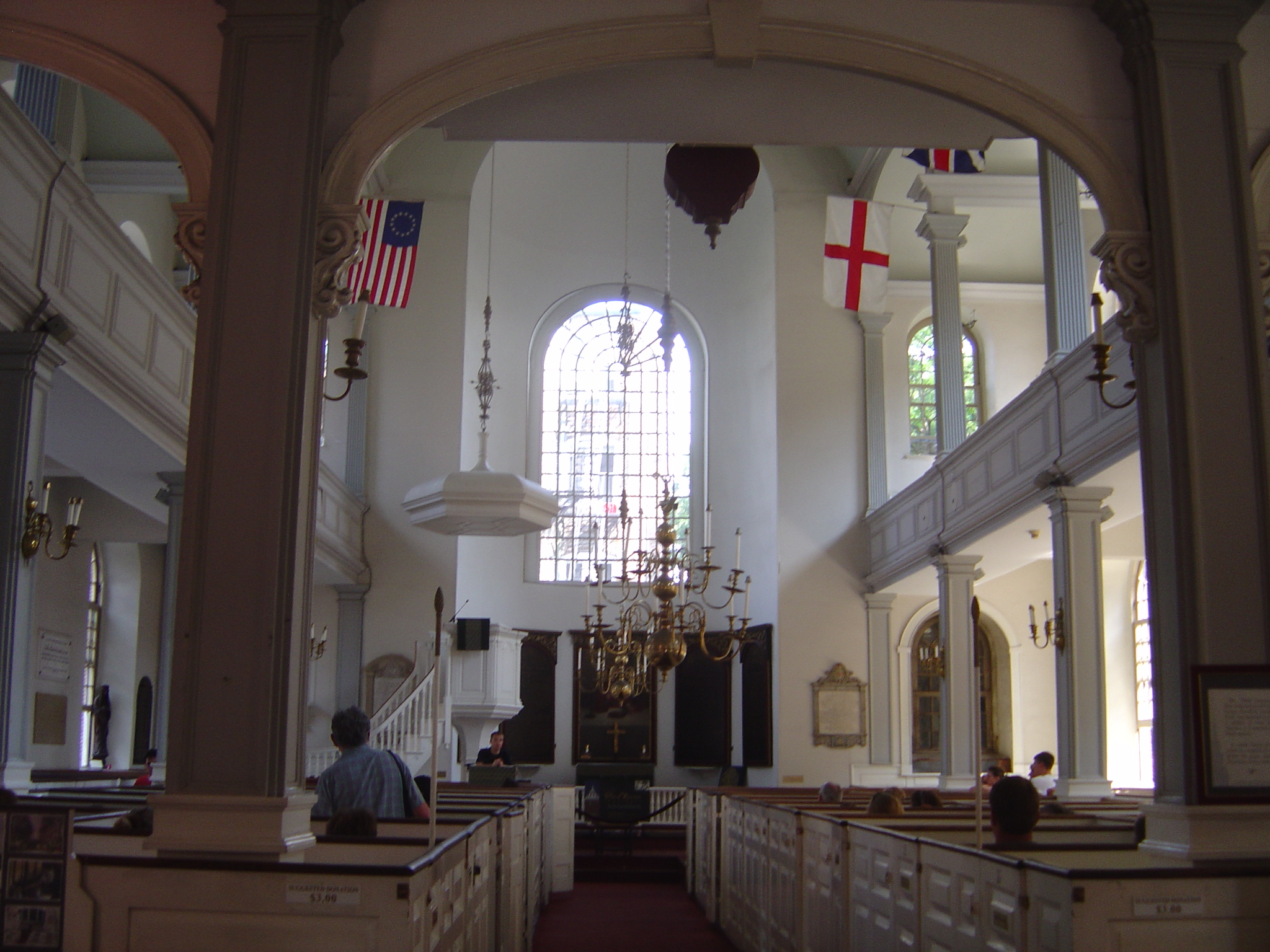
Innenansicht der Old North Church

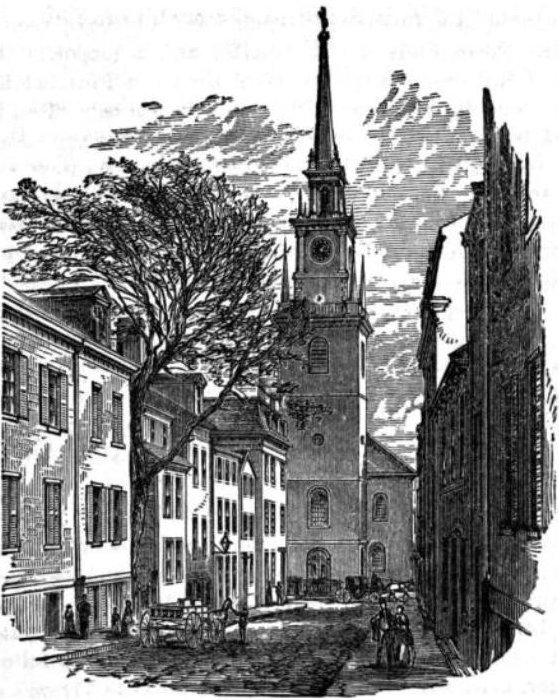
Zeichnung der Old North Church (ca. 1882) mit dem 1954 zerstörten Kirchturm

Die Old North Church (offiziell Christ Church in the City of Boston) ist ein Kirchengebäude in Boston im Bundesstaat Massachusetts der Vereinigten Staaten. Es befindet sich an der Adresse 193 Salem Street im Bostoner North End. Nach der Überlieferung wurde von dort das berühmte “One if by land, and two if by sea”-Signal gesendet. Dieses Zitat ist bezogen auf den Mitternachtsritt von Paul Revere am 18. April 1775, der während der amerikanischen Revolution den Gefechten von Lexington und Concord voranging.
Die Kirche ist eine Gemeinde der Episcopal Diocese of Massachusetts und ist das älteste noch benutzte Kirchengebäude in Boston. Es wurde als National Historic Landmark in das National Register of Historic Places aufgenommen und ist Bestandteil der Route des Freedom Trail. Im Inneren der Kirche befindet sich eine Büste von George Washington, über die Marquis de Lafayette sagte, sie sei das beste Abbild von Washington, das er je gesehen habe.
Das Gebäude wurde 1723 errichtet. Die Gestaltung wurde durch die Arbeiten von Christopher Wren inspiriert, der für den Wiederaufbau von London nach dem Großen Brand von London zuständig war.

## Geschichte

### Die Laternen
Am 18. April 1775, wahrscheinlich kurz nach 22.00 Uhr, diente der 191 ft (58,2 m) hohe Kirchturm einem militärischen Zweck. Paul Revere wies zu diesem Zeitpunkt drei Bostoner Patrioten an, zwei Laternen in den Turm zu hängen. Es handelte sich bei diesen Personen um den Küster der Kirche Robert Newman, der nach Angaben von David Hackett Fischer gemeinsam mit Captain John Pulling je eine Laterne in den Turm trug, und Thomas Bernard, der außerhalb des Gebäudes nach britischen Truppen Ausschau hielt.
Die Laternen dienten als Warnung für weitere Patrioten in Charlestown auf der anderen Seite des Charles River über die Aktivitäten der britischen Armee. Revere und William Dawes brachten später die gleiche Nachricht persönlich nach Lexington und Concord, aber mit den Laternen konnten die Reiter in Charlestown wesentlich schneller über die Bewegungen der Briten informiert werden. Diese Reiter standen bereit, die Warnung nach Lexington und Concord zu tragen, sollten Revere und Dawes auf ihrem Weg in Gefangenschaft geraten.
Die Laternen hingen nur weniger als eine Minute im Kirchturm, um die Aufmerksamkeit der britischen Truppen nicht zu erregen, die Boston besetzt hatten. Die Zeitspanne reichte aus, damit die Nachricht in Charlestown empfangen werden konnte. Die am anderen Ufer wartenden Milizen waren angewiesen worden, auf dieses Signal zu warten, und konnten sofort nach Sichtung der Laternen reagieren. Die Bedeutung der Laternen-Signale wurde von zahllosen US-amerikanischen Schulkindern auswendig gelernt.
Der Ausdruck One if by land, and two if by sea hat seinen Ursprung im Gedicht Paul Revere’s Ride von Henry Wadsworth Longfellow. Eine einzelne Laterne informierte Charlestown darüber, dass die britische Armee über den Boston Neck und die Great Bridge marschiert, zwei Laternen bedeuteten, dass die Truppen mit Booten über den Charles River in der Nähe der Phips Farm kommen. Nachdem sie das Signal erhalten hatten, schickten die Patrioten in Charlestown einen Reiter nach Lexington, der jedoch sein Ziel nie erreichte. Seine Identität ging in der Geschichte verloren, und man glaubt, dass er derjenige sein könnte, der von einer britischen Patrouille abgefangen wurde. Die Warnung aber wurde meilenweit zu dutzenden Städten weitergetragen, zunächst von Revere und Dawes auf Pferden, später durch andere Reiter, läutende Kirchturmglocken, Trommeln und Warnschüsse.
Der aktuelle Status der historischen Laternen ist nicht vollständig bekannt. Eine soll sich in den Händen eines privaten Sammlers befinden, eine auf einer Reise zerbrochen sein. Eine weitere ist im Concord Museum ausgestellt.

### Besondere Anlässe
Der zu dieser Zeit amtierende US-Präsident Gerald Ford besuchte anlässlich der Zweihundertjahrfeier der USA am 18. April 1975 die Old North Church und hielt dort eine landesweit ausgestrahlte Rede, in der er unter anderem sagte:

“Let us pray here in the Old North Church tonight that those who follow 100 years or 200 years from now may look back at us and say: We were a society which combined reason with liberty and hope with freedom. May it be said above all: We kept the faith, freedom flourished, liberty lived. These are the abiding principles of our past and the greatest promise of our future.”

„Lassen Sie uns heute Abend hier in der Old North Church darum beten, dass diejenigen, die 100 oder 200 Jahre nach uns kommen, auf uns zurückblicken und sagen: Wir waren eine Gesellschaft, die Vernunft mit Unabhängigkeit und Hoffnung mit Freiheit verbunden hat. Es möge vor allem gesagt werden: Wir haben den Glauben bewahrt, die Freiheit erblühen lassen und die Freiheit gelebt. Dies sind die beständigen Prinzipien unserer Vergangenheit und die größten Versprechungen unserer Zukunft.“

Im Anschluss an die Rede von Präsident Ford wurden zwei Laternen durch Robert Newman Ruggles und Robert Newman Sheet angezündet. Beide sind Nachkommen von Robert Newman, der als Küster der Old North Church im Jahr 1775 die beiden Laternen angezündet hatte, welche die Bewegungen der britischen Truppen anzeigten. Der Präsident zündete eine dritte Laterne an, die noch heute in einem Fenster der Kirche hängt.
Am 11. Juli 1976 besuchte Königin Elisabeth II. die Stadt Boston und bezog sich in einer ihrer Reden auf dieses Ereignis. Sie sagte:

“At the Old North Church last year, your President lit a third lantern dedicated to America’s third century of freedom and to renewed faith in the American ideals. May its light never be dimmed.”

„Im vergangenen Jahr zündete Ihr Präsident in der Old North Church eine dritte Laterne an, die dem dritten Jahrhundert in Freiheit und dem erneuerten Glauben an amerikanische Ideale gewidmet war. Möge ihr Licht niemals erlöschen.“

Die Königin besuchte gemeinsam mit ihrem Mann Prinz Philip einen Sonntagsgottesdienst in der Old North Church, bei dem sie auf einer Kirchenbank an der rechten Vorderseite saßen. Pfarrer Robert W. Golledge leitete den Gottesdienst und übergab der Königin im Anschluss als Geschenk die Nachbildung eines silbernen Abendmahlkelchs, der im Original von Paul Revere angefertigt worden war. Ihr wurde ebenfalls die ikonische Statue von Paul Revere gezeigt, die von Cyrus Edwin Dallin erschaffen wurde und in der Nähe der Kirche aufgestellt ist. Schließlich reiste die Königin in einer Autokolonne weiter zum Old State House.

## Kirchturmglocken
Im Kirchturm werden acht Glocken im Wechselläuten betrieben. Sie wurden im Jahr 1744 in Gloucester gegossen und 1745 aufgehängt. Eine der Glocken trägt die Inschrift: “We are the first ring of bells cast for the British Empire in North America, A.R. 1744.”, dtsch. „Wir bilden den ersten Glockenring, der für das Britische Imperium in Nordamerika 1744 gegossen wurde“. Die Glocken wurden 1894 und 1975 restauriert. Sie werden regelmäßig durch die Guild of Bellringers am Massachusetts Institute of Technology gewartet und auf ihren Klang getestet.

## Schäden am Kirchturm
Der ursprüngliche Kirchturm der Old North Church wurde während des Hurrikans 1804 zerstört. Der von Charles Bulfinch entworfene Neubau wurde am 31. August 1954 durch Hurrikan Carol zum Einsturz gebracht. Der aktuelle Kirchturm weist Designmerkmale sowohl vom Originalentwurf als auch von Bulfinch auf und ist 175 ft (53,3 m) hoch. Auf seiner Spitze thront die im Original erhaltene Wetterfahne.

## Die andere „Old North“
Vor dem Bau der Old North Church gab es in Boston bereits eine andere Kirche mit dem Namen Old North Meetinghouse. Diese kongregationale Kirche wurde am North Square gegenüber dem Paul Revere House gegründet.

## Krypta
Im Jahr 2009 untersuchte ein Archäologe die etwa 1100 Gebeine, die in 37 Grüften im Fundament der Kirche begraben sind. Die Krypta wurde von 1732 bis 1853 genutzt. Jede Gruft ist mit einer Holz- oder Schiefertür versiegelt, wobei viele der Türen nach Maßgabe der Stadtverwaltung in den 1850er Jahren mit Gips überzogen wurden. Der Gründungsrektor der Kirche Timothy Cutler wurde direkt unter dem Altar beigesetzt. Andere bekannte, unter der Kirche begrabene Persönlichkeiten sind der britische Marineoffizier John Pitcairn, der in der Schlacht von Bunker Hill ums Leben kam, und der Captain der USS Constitution, Samuel Nicholson.

## Pfarrer
| Name                | Funktion | Amtszeit  |
| ------------------- | -------- | --------- |
| Timothy Cutler      | Rector   | 1723–1765 |
| James Greaton       | Rector   | 1759–1767 |
| Mather Byles        | Rector   | 1768–1775 |
| Stephen Lewis       | Rector   | 1778–1785 |
| William Montague    | Rector   | 1786–1792 |
| William Walter      | Rector   | 1792–1800 |
| Samuel Haskell      | Rector   | 1801–1803 |
| Asa Eaton           | Rector   | 1803–1829 |
| William Croswell    | Rector   | 1829–1839 |
| John Woart          | Rector   | 1840–1852 |
| William T. Smithett | Rector   | 1853–1860 |
| John T. Burrell     | Rector   | 1861–1868 |
| Henry Burroughs     | Rector   | 1868–1882 |
| William H. Munroe   | Rector   | 1882–1892 |
| Charles W. Duane    | Rector   | 1893–1911 |
| William Lawrence    | Rector   | ca. 1912  |